# 金山町立東第二小学校弓掛分校
金山町立東第二小学校弓掛分校（かなやまちょうりつ ひがしだいにしょうがっこう　ゆがけぶんこう）は、かつて岐阜県益田郡金山町（現・下呂市）に存在した公立小学校の分校。

## 概要
- 東第二小学校の分校であり、校区は下呂市金山町弓掛（旧・郡上郡東村大字弓掛）であった。1971年、岩屋ダムの建設により、本校の東第二小学校が廃校となったため東第一小学校に移管されたが、弓掛地区の集団離村により1972年廃校。
- 校舎は改修され、飛騨金山の森キャンプ場[注釈 3]の宿泊施設「憩の家もみじ」[1]として使用されていたが、2018年12月に飛騨金山の森キャンプ場が閉鎖、・取り壊しが決まった[2]。

## 沿革
弓掛分校（弓掛分教室）の開校（認可）は1914年。ここではそれ以前についても記述する。
- 1873年（明治6年）6月 - 弓掛村に弓掛義校が開校する。
- 1876年（明治9年）4月 - 卯野原義校と弓掛義校が統合され、卯野原学校となる。
- 1882年（明治15年） - 弓掛村に卯野原中等小学校弓掛分教場を設置。
- 1886年（明治19年） - 卯野原簡易科小学校から独立し、弓掛簡易科小学校となる。
- 1897年（明治30年） - 
  - 弓掛村、卯野原村、乙原村、岩瀬村、祖師野村、戸部村、東沓部村が合併し、東村が発足。
  - 　卯野原簡易科小学校と弓掛簡易科小学校が統合され、卯野原尋常小学校となる。
- 1908年（明治41年） - 東第二尋常小学校弓掛仮教室が設置される。
- 1914年（大正3年）2月 - 弓掛仮教室が正式に認可され、東第二尋常小学校弓掛分教場となる。
- 1923年（大正12年）4月 - 校舎を増築する。
- 1941年（昭和16年）4月1日 - 東第二国民学校弓掛分教場に改称する。
- 1947年（昭和22年）4月1日 - 東村立東第二小学校弓掛分校に改称する。
- 1952年（昭和27年）1月 - 校舎を新築する。
- 1955年（昭和30年）3月1日 - 武儀郡金山町、菅田町、益田郡下原村、郡上郡東村が合併し、益田郡金山町が発足。同時に金山町立東第二小学校弓掛分校に改称する。
- 1971年（昭和46年）3月27日 -　岩屋ダム建設による集団離村により東第二小学校は廃校。弓掛分校は東第一小学校に移管され、東第一小学校弓掛分校となる。
- 1972年（昭和47年）3月 - 廃校。